# Уоттс, Питер
Питер Уоттс (англ. Peter Watts, род. 1958 год) — канадский писатель-фантаст, гидробиолог, специалист по морским млекопитающим. Получил степень магистра наук в университете Гуэлфа и докторскую степень в университете Британской Колумбии. Живёт в Торонто, Канада.
Уоттс наиболее известен как автор трилогии «Морские звёзды», «Водоворот» и «Бетагемот» и научно-фантастического романа «Ложная слепота», который был номинирован на премию «Хьюго». Все эти произведения выложены в свободном доступе на сайте автора под лицензией Creative Commons.
Создатели игры Bioshock 2 упоминают влияние книг Уоттса, в игре есть отсылки на сюжеты из его книг.

## Литературная деятельность
Первый роман — «Морские звёзды» (Starfish, 1999) — был создан на основе более раннего рассказа «Ниша» (A Niche, 1990), посвящённого проблемам морской экологии, карьерного продвижения и сексуальных оскорблений. Роман удостоился небольшой рецензии от New York Times, почётного упоминания премией им. Джона Кэмпбелла и отказа русских и немецких издателей от публикации на основании того, что они посчитали роман «слишком мрачным». Большинство рецензентов отмечают глубоководную составляющую сюжета; в сиквеле «Водоворот» (Maelstrom, 2001) автор решил не развивать данную сюжетную линию.
Завершающая часть трилогии — «Бетагемот» (βehemoth) была разделена на два тома (β-Max и Seppuku), что, как считает автор, обусловило итоговый коммерческий провал.
В 2006 году издательство Tor выпустило роман «Ложная слепота» (англ. Blindsight). Это научно-фантастический роман о «первом контакте», исследующий природу и особенности эволюции сознания, вопросы работы мозга и разницу между интеллектом и разумом. В романе Уоттс использовал свои знания по морской биологии, а также многочисленные источники, на которые он ссылается в приложении-послесловии. На русском языке роман был опубликован в 2009 году, в 2015 году вышел существенно отредактированный перевод. В 2014 году вышел роман-продолжение, «Эхопраксия» (англ. Echopraxia, ранее он был известен под рабочим названием англ. Dumbspeech), в котором описываются события на Земле во время действия первой книги. На русском языке он был опубликован в 2015 году.
В 2011 году вышла написанная Уоттсом новеллизация популярной компьютерной игры Crysis 2 под названием «Crysis: Legion».
В данный момент Уоттс работает над романом «Подсолнухи» (Sunflowers).

## Инцидент на границе
8 декабря 2009 года Питер Уоттс был арестован на границе между США и Канадой на мосту Блууотер в Порт-Гуроне в штате Мичиган американскими пограничниками. По сообщениям, пограничники проводили случайный обыск арендованного автомобиля, который вёл Уоттс, возвращавшийся в Канаду после оказания своему другу помощи в переезде в Небраску. Уоттса обвинили в нападении на офицера таможенной службы, после попытки совершить которое он был передан местным властям для предъявления обвинений. Впоследствии Уоттс был освобождён, однако обвинение в нападении на офицера не было снято прокуратурой округа Сент-Клэр. По словам сотрудника пограничной службы, полиции пришлось применить перцовый аэрозоль для усмирения Уоттса после того, как он начал вести себя агрессивно по отношению к офицерам. Согласно Уоттсу, на него напали, его ударили в лицо, брызнули перцовым аэрозолем в лицо и продержали одну ночь в камере.
После этих событий Уоттс опубликовал в блоге свой отчёт об инциденте, и история получила огласку в Интернете. Местная газета Порт-Гурона, Port Huron Times-Herald, написала FOIA-запрос в таможенную и пограничную охрану США с просьбой предоставить ей видеозапись данного инцидента. 14 января 2010 года газета сообщила, что запрос был отклонён с формулировкой «Расследование не закончено».
19 марта 2010 года, после более чем пяти часов обсуждения на протяжении двух дней, суд признал Уоттса виновным в препятствовании офицеру таможенной и пограничной охраны США. Окончательное слушание дела было назначено на 26 апреля 2010 года. Писателю грозило наказание до двух лет лишения свободы.
26 апреля судья вынес приговор Уоттсу: лишение свободы на 60 дней вместо 180 дней, рекомендованных прокурором. Однако решение было приостановлено после уплаты судебных издержек в размере 1000 долларов и штрафа в размере 500 долларов, после чего Уоттс был отпущен на свободу. Согласно американским иммиграционным законам, Уоттс больше никогда не сможет посетить США.

## Тяжёлая болезнь
12 февраля 2011 года при неясных обстоятельствах Уоттс почувствовал резкое недомогание и был госпитализирован с диагнозом «некротический фасциит». Он перенёс сложную операцию по удалению поражённых мышечных тканей. По словам самого писателя, он был на грани жизни и смерти. В больнице Уоттс прошёл соответствующий курс антибиотической терапии и физиопроцедур. После лечения и курса реабилитации писатель был выписан из больницы. Фотоматериалы, фиксирующие все этапы болезни, с комментариями самого Уоттса были выложены в блог его официального сайта.

### Романы
- Rifters Trilogy
  1. Starfish (1999) (онлайн)
  2. Maelstrom (2001) (онлайн)
  3. Behemoth: β-Max and Seppuku (2004/2005) (онлайн)
- Blindsight (2006) (онлайн)
- Crysis: Legion (22 марта 2011 года)
- Echopraxia (2014)

### Издания на русском языке
1. Ниша (англ. A Niche) // антология «Научная фантастика. Ренессанс / Научная фантастика. Возрождение», 2002. (пер. Г. Соловьёва)
2. Подёнка // Сборник «Лучшее за год: Научная фантастика, космический боевик, киберпанк-XXIII», стр. 791—806; издательство «Фантастика», 2008. (пер. Н. Кудрявцев)
3. «Ложная слепота», издательство «АСТ», 2009. (пер. Д. М. Смушкович). Второе издание ISBN 978-5-17-091925-3. «АСТ», 2016 (пер. Смушкович, Кудрявцев).
4. Остров (англ. The Island) // Если. 2011. № 2. С.189—228. (пер. А.Новиков)
5. «CRYSIS Легион», пер. Д. Могилевцева, М.: «Эксмо», СПб: Домино, 2012. 400 с. — (Вселенная Игр)
6. «Морские звёзды» (англ. Starfish) — Издательство «Астрель». 2012 г. ISBN 978-5-271-42350-5, 978-5-9725-2256-9 (перевод Н. Кудрявцева)
7. «Водоворот» (англ. Maelstrom) — Издательство «Астрель». 2015 г. ISBN 978-5-17-087254-1 (переводчик Н. Кудрявцев)
8. «Бетагемот» (англ. Behemoth) — «АСТ», 2015. ISBN 978-5-17-087255-8 (переводчики: Г. Соловьёва, Ю. Вейсберг)
9. «Эхопраксия» (англ. Echopraxia) — «АСТ», 2016. ISBN 978-5-17-089361-4 (переводчик: Н. Кудрявцев)
10. «По ту сторону рифта» (англ. Beyond the Rift), сборник рассказов —— «АСТ», 2016. ISBN 978-5-17-087252-7 (переводчики В. Женевский, Н. Кудрявцев, С. Крикун)

## Премии и награды
- 2009 — Мир фантастики, Итоги 2009 в категории «Лучшая зарубежная фантастика» за роман «Ложная слепота» (2006)
- 2009 — премия «SFinks Архивная копия от 3 июля 2017 на Wayback Machine» в категории «Зарубежный роман года» за роман «Ложная слепота» (2006)
- 2010 — премия «Хьюго» в категории «Короткая повесть» за повесть «The Island» (2009)
- 2010 — премия имени Ширли Джексон за рассказ «Существа» (2010)
- 2014 — премия «Сэйун» в категории «Переводной роман» за роман «Ложная слепота» (2006)